# Nude
Nude — четвертий студійний альбом Dead or Alive, що вийшов у 1988 році на Epic Records. З цім альбомом гурт втратив свої позиції в чартах США та Великої Британії, але закріпив свої позиції в Японії, де сингл "Turn Around and Count 2 Ten" провів 17 тижнів під номером 1. "Come Home (With Me Baby)" також очолила американський чарт Hot Dance Club Songs. Так як і їх альбом хітів Rip It Up, всі пісні альбому відтворюются одним треком, щоб створити нон-стоп-презентацію типу DJ-mix.
Трохи згодом в Японії вийшов ремікс альбом під назвою Nude - Remade Remodeled.

## Трек-лист
Усі треки написані, арранжовані та зпродюссовані Пітом Бернсом та Стівом Коєм.
| #  | Назва                             | Тривалість |
| -- | --------------------------------- | ---------- |
| 1. | «Turn Around & Count 2 Ten»       | 6:52       |
| 2. | «Give It Back That Love Is Mine»  | 3:28       |
| 3. | «Baby Don't Say Goodbye»          | 5:56       |
| 4. | «Stop Kicking My Heart Around»    | 6:09       |
| 5. | «Come Home (With Me Baby)»        | 4:07       |
| 6. | «I Don't Wanna Be Your Boyfriend» | 4:40       |
| 7. | «Get Out of My House»             | 4:19       |
| 8. | «I Cannot Carry On»               | 5:00       |
| 9. | «My Forbidden Lover»              | 3:35       |

| Бонус треки Японської версії | Бонус треки Японської версії               | Бонус треки Японської версії |
| #                            | Назва                                      | Тривалість                   |
| ---------------------------- | ------------------------------------------ | ---------------------------- |
| 10.                          | «Give It Back» (Instrumental)              | 3:27                         |
| 11.                          | «Baby Don't Say Goodbye» (Alternative Mix) | 4:19                         |
| 12.                          | «Love Toy» (Instrumental)                  | 1:55                         |

| Бонус треки видання Sophisticated Boom Box MMXVI | Бонус треки видання Sophisticated Boom Box MMXVI | Бонус треки видання Sophisticated Boom Box MMXVI |
| #                                                | Назва                                            | Тривалість                                       |
| ------------------------------------------------ | ------------------------------------------------ | ------------------------------------------------ |
| 13.                                              | «Love Toy» (Unreleased Full Vocal Version)       | 4:16                                             |

## Персонал
- Піт Бернс - Вокал
- МАйк Персі - Бас-гітара, гітари
- Тім Левер - Клавіші
- Стів Кой - Барабани

## Чарти
| Чарт (1989)                            | Вища сходинка |
| -------------------------------------- | ------------- |
| Australian Albums Chart                | 62            |
| Canada Top 100 Albums                  | 87            |
| Japanese Oricon Albums Chart[джерело?] | 1             |
| U.S. Billboard 200                     | 106           |